# Croton thomasii
Croton thomasii är en törelväxtart som beskrevs av Riina och Paul Edward Berry. Croton thomasii ingår i släktet Croton och familjen törelväxter. Inga underarter finns listade i Catalogue of Life.